# La Rosa, Oaxaca
La Rosa är en ort i Mexiko.   Den ligger i kommunen San Juan Teposcolula och delstaten Oaxaca, i den sydöstra delen av landet, 270 km sydost om huvudstaden Mexico City. La Rosa ligger 2 354 meter över havet och antalet invånare är 108.
Terrängen runt La Rosa är lite kuperad. Runt La Rosa är det ganska glesbefolkat, med 30 invånare per kvadratkilometer. Närmaste större samhälle är Tamazulapam Villa del Progreso, 17,6 km väster om La Rosa. Trakten runt La Rosa består i huvudsak av gräsmarker.